# Koço Kota
Koço Kota (nevének ejtése kɔt͡ʃɔ kɔta; Korça, 1889 – 1949) albán politikus, 1928 és 1930, illetve 1936 és 1939 között Albánia miniszterelnöke.
1913-ban mint Ismail Qemali kormányának közmunkaügyi államtitkára tűnt fel, majd 1920-ban részt vett a lushnjai kongresszus munkájában. 1921–1922 között Berat prefektusa volt, 1923-tól szülővárosa küldötte az albán nemzetgyűlésben. 1924-től az Amet Zoguhoz közeli kormányokban töltött be hivatalt mint közmunkaügyi és mezőgazdasági, 1925-től pedig mint belügyminiszter. 1926-tól az albán nemzetgyűlés elnöki tisztét is ellátta.
Miután Zogu, Albánia diktatórikus eszközökkel kormányzó köztársasági elnöke 1928. szeptember 1-jével I. Zogu néven királlyá kiáltatta ki magát, szeptember 5-én Kotát bízta meg kormányalakítással. A kormány programjában a mezőgazdaság, az oktatás, az egészségügy helyzetének javítását, új utak építését ígérte meg – ebből jóformán semmi nem teljesült. Kabinetjét 1930. március 6-án oszlatta fel I. Zogu, hogy az előkészített pénzügyi reform végrehajtásával a Pandeli Evangjeli vezette, újonnan alakult kormányt bízza meg. Kota – érdemei elismeréseképpen – az albán nemzetgyűlés elnöke lett.
Mehdi Frashëri reformkormányának 1936. november 8-ai feloszlatása után ismét a konzervatív Kotát bízták meg kormányalakítással, ám ez már csak a növekedő olasz nyomásnak teret engedő bábkormány volt. Amikor Olaszország lerohanta Albániát, a Kota-kormány 1939. április 7-én feloszlott.
Nevének a korabeli nyugati sajtóban használt helytelen változatai: Constantin Kotta, Koca Kotta, Koco Motta, Kosta Kotta, Kostaq Kotta.